# Liste des ordres monastiques
Les ordres monastiques sont les organisations dans lesquelles sont regroupés par certaines religions, les moines et moniales.

## Catholicisme
À partir du XIIIe siècle, quand les dominicains et les franciscains adoptent des formes de vie religieuse nouvelles, la dénomination d'ordre distingue entre eux les disciples de saint Benoît, de saint François et de saint Dominique.

## Hindouisme
Il n'y a pas à proprement parler de monachisme hindouiste. Il y a des saints hommes, les sâdhus, mais ce ne sont pas des moines, simplement parfois des ermites, et un ashram n'est pas un monastère, mais plutôt une école religieuse.